# Stormyrtjärnen (Vilhelmina socken, Lappland, 715427-157009)
Stormyrtjärnen är en sjö i Vilhelmina kommun i Lappland och ingår i Ångermanälvens huvudavrinningsområde.